# Annona acuminata
Annona acuminata är en kirimojaväxtart som beskrevs av William Edwin Safford.
Annona acuminata ingår i släktet annonor och familjen kirimojaväxter. Inga underarter finns listade i Catalogue of Life.